# Pertoča
Pertoča (Hongaars: Perestó, Duits: Sankt Helena) is een plaats in Slovenië en maakt deel uit van de gemeente Rogašovci in de NUTS-3-regio Pomurska. De plaats telde 393 inwoners op 1 januari 2020.